# Departamento de Nuadibú
Nouadhibou o Nuadibú es un departamento de la región de Dajlet Nuadibú, en Mauritania. En marzo de 2013 presentaba una población censada de 121 122 habitantes. Está formado por las siguientes comunas, que se muestran asimismo con población de marzo de 2013:
- Boulenouar 2,619
- Cansado
- Inal 336
- Nuadibú 118,167[1]